# Zhao Chengliang
Zhao Chengliang, född 1 juni 1984, är en friidrottare från Kina. Han deltog vid olympiska sommarspelen 2008.